# Markus Sämmer
Markus Sämmer (* 1973 oder 1974) ist ein deutscher Fernsehkoch und Buchautor.

## Leben und Karriere
Aufgewachsen in einer Ingenieursfamilie schlug Sämmer zunächst die technisch-wissenschaftliche Richtung ein und absolvierte eine Ausbildung zum Flugtriebwerk-Mechaniker. Als Koch versuchte er es dann als Quereinsteiger in der Gastronomie. Seine erste Station war der Bogenhauser Hof, wo er eine Ausbildung zum Koch absolvierte. Er war zunächst in der Münchner Gastronomie tätig, bevor er ein Jahr mit einem Campingbus durch Australien fuhr und auf einer Yacht im Mittelmeer arbeitete. 2004 gründete er sein eigenes Unternehmen und betreibt seitdem ein Cateringunternehmen am Ammersee. Hier kocht er auf Veranstaltungen von Großunternehmen im süddeutschen Raum, ist als Gastronomieberater tätig und ist als Werbeträger für Firmen aus dem Küchen- und Outdoorbereich tätig.
Er ist als Kletterer, Surfer, Mountainbiker, Bergsteiger und als Alpinist in extremen Skigelände unterwegs. Deshalb veröffentlichte er 2017 die beiden Kochbücher The Great Outdoors und begann mit der Erweiterung seines eigenen Produktsortiments mit dem Fokus auf den Outdoor-Bereich.

## Werke
- The Great Outdoors: 120 geniale Rauszeit-Rezepte für die Outdoorküche. Neuer Umschau Buchverlag, 2017, ISBN 978-3-86528-833-2.
- The Great Outdoors – Winter Cooking: 120 geniale Rauszeitrezepte für den Winter. Neuer Umschau Buchverlag, 2017, ISBN 978-3-86528-843-1.